# Lista de prefeitos de Agrestina
Esta é a lista de prefeitos e vice-prefeitos do município de Agrestina, estado brasileiro de Pernambuco.
O cargo de prefeito foi criado em 11 de abril de 1835, pela assembleia provincial paulista, em reação aos amplos poderes conferidos pelo Código de Processo Criminal de 1832 às câmaras municipais. Seguiram o exemplo paulista seis províncias do nordeste brasileiro (Alagoas, Ceará, Maranhão, Paraíba, Pernambuco e Sergipe).
Sob a vigente ordem constitucional, essa designação é dada ao funcionário público do Poder Executivo municipal, que exerce seu cargo em função de uma legislatura (mandato), sendo para tanto eleito a cada quatro anos, podendo ser reeleito por mais 4 anos (segundo mandato).
Funções
O poder executivo municipal chefia a administração e comanda os serviços públicos, tendo como comandante o prefeito.
A partir da constituição brasileira de 1934, o cargo de prefeito passou a ser o único, em todo o Brasil, ao qual estão atribuídas as funções de chefe do poder executivo do governo local, em simetria aos chefes dos executivos da União e do estado, portanto, em forma monocrática. Este texto quer dizer que deverá haver harmonia e integração de ação entre as esferas envolvidas sem a intervenção de uma na outra, exceto nos casos previstos na Constituição Federal.
Eleições
O prefeito é eleito por sufrágio universal, secreto, direto, em pleito simultâneo em todo o País, realizado a cada quatro anos, no primeiro domingo de outubro.
E trinta dias após tem lugar o segundo turno, se o eleito em primeiro lugar não atingir 50% dos votos válidos mais um voto, no caso de municípios com mais de duzentos mil eleitores.
Conforme a legislação eleitoral atual no Brasil para tornar-se elegível, exige-se uma série de requisitos;
- Possuir nacionalidade brasileira ou portuguesa (neste caso, o cidadão português deve se encontrar amparado pelo Estatuto de Igualdade entre Portugueses e Brasileiros),
- Título de eleitor em dia e estar em gozo pleno do exercício dos direitos políticos,
- Domicilio eleitoral na circunscrição na qual o candidato se apresenta,
- Filiação partidária,
- Ser alfabetizado (tópico invalidado pela atual constituição brasileira de 1988),
- Desincompatibilização de cargo público — Se ocupa um cargo público deve sair seis meses antes das eleições e voltar caso possa só após seis meses ao pleito eleitoral,
- Renúncia de outro mandado até seis meses antes do pleito e não ser parente afim ou consangüíneo, até segundo grau, ou cônjuge de titular de cargo eletivo; pode, entretanto, ser candidato à reeleição (artigo 14 da Constituição),
- Ter idade mínima de 21 anos.

O prédio do executivo chama-se Palácio Prefeito Sinval Ribeiro Melo.

## Lista de prefeitos
| Nº | Nome                                                 | Imagem                                        | Partido                                    | Vice-prefeito                                       | Início do mandato       | Fim do mandato                                                            | Observações |
| 1  | Manoel Alves da Silva (Cel. Manoel Alves)            |                                               | PDC                                        | Manoel Matulino de Assumpção (Cap. Manoel Matulino) | 15 de novembro de 1928  | 7 de outubro de 1930                                                      | Prefeito e subprefeito eleitos em sufrágio universal. |
| 2  | Manoel Ferreira Júnior                               |                                               | PDC                                        | —                                                   | 7 de outubro de 1930    | 19 de março de 1932                                                       | Prefeito nomeado. |
| 3  | Vicente de Azevedo Régis                             |                                               | PRP                                        | —                                                   | 19 de março de 1932     | 15 de março de 1934                                                       | Prefeito nomeado. |
| 4  | Sandoval Malta de Almeida                            |                                               | PRP                                        | —                                                   | 15 de março de 1934     | 23 de junho de 1934                                                       | Prefeito nomeado. |
| 5  | Américo de Oliveira Costa                            |                                               | PRP                                        | —                                                   | 23 de junho de 1934     | 9 de julho de 1935                                                        | Prefeito nomeado. |
| 6  | José Alves da Silva (Juca Alves)                     |                                               | PRP                                        | —                                                   | 9 de julho de 1935      | 15 de agosto de 1936                                                      | Prefeito nomeado. |
| 7  | Américo de Oliveira Costa                            |                                               | PRP                                        | —                                                   | 15 de agosto de 1936    | 15 de dezembro de 1937                                                    | Prefeito eleito em sufrágio universal. |
| 8  | Abel Guilherme de Azevedo Lyra                       |                                               | PP                                         | —                                                   | 15 de dezembro de 1937  | 24 de outubro de 1941                                                     | Prefeito nomeado. |
| 9  | João Guilherme de Azevedo Lira                       |                                               | PP                                         | —                                                   | 24 de outubro de 1941   | 27 de novembro de 1945                                                    | Prefeito nomeado. |
| 10 | Antônio Manoel da Silva Bigode (Cap. Bigode)         |                                               | Militar                                    | —                                                   | 27 de novembro de 1945  | 1º de fevereiro de 1946                                                   | Prefeito nomeado. |
| 11 | Abel Guilherme de Azevedo Lyra                       |                                               | PP                                         | —                                                   | 1º de fevereiro de 1946 | 15 de janeiro de 1947                                                     | Prefeito nomeado. |
| 12 | José Queiroz da Costa (Ten. José Queiroz)            |                                               | Militar                                    | —                                                   | 15 de janeiro de 1947   | 28 de maio de 1947                                                        | Prefeito nomeado. |
| 13 | Luiz Gonzaga de Oliveira e Silva (Ten. Luiz Gonzaga) |                                               | Militar                                    | —                                                   | 28 de maio de 1947      | 4 de agosto de 1947                                                       | Prefeito nomeado. |
| 14 | Elyseu Cordeiro Galvão                               |                                               | PRP                                        | —                                                   | 4 de agosto de 1947     | 15 de novembro de 1947                                                    | Prefeito nomeado. |
| 15 | Elias Libânio Silva Ribeiro                          |                                               | UDN                                        | —                                                   | 15 de novembro de 1947  | 15 de novembro de 1951                                                    | Prefeito eleito em sufrágio universal. |
| 16 | Olímpio Pontes Belo                                  |                                               | PSD                                        | —                                                   | 15 de novembro de 1951  | 15 de novembro de 1955                                                    | Prefeito eleito em sufrágio universal. |
| 17 | Elias Libânio Silva Ribeiro                          |                                               | UDN                                        | —                                                   | 15 de novembro de 1955  | 8 de março de 1959                                                        | Prefeito eleito em sufrágio universal. |
| 18 | Sotero Alves da Silva (Dutra)                        |                                               | UDN                                        | —                                                   | 8 de março de 1959      | 15 de novembro de 1959                                                    | Presidente da Câmara de Vereadores. Assumiu em virtude da renúncia do prefeito e da inexistência do cargo de vice-prefeito.                                                            |
| 19 | Sebastião Grande da Silva                            |                                               | UDN                                        | Olímpio Pontes Belo                                 | 15 de novembro de 1959  | 15 de novembro de 1963                                                    | Prefeito e vice-prefeito eleitos em sufrágio universal. |
| 20 | Olímpio Pontes Belo                                  |                                               | ARENA                                      | Benito de Souza Ribeiro                             | 15 de novembro de 1963  | 31 de janeiro de 1969                                                     | Prefeito e vice-prefeito eleitos em sufrágio universal. |
| 21 | Pedro de Alcântara Azevedo Lira (Dr. Pedro)          |                                               | ARENA-2                                    | Cláudio Manoel Damasceno Alves                      | 31 de janeiro de 1969   | 31 de janeiro de 1973                                                     | Prefeito e vice-prefeito eleitos em sufrágio universal. |
| 22 | Benito de Souza Ribeiro                              |                                               | ARENA-1                                    | Sotero Alves da Silva (Dutra)                       | 31 de janeiro de 1973   | 31 de janeiro de 1977                                                     | Prefeito e vice-prefeito eleitos em sufrágio universal. |
| 23 | Sinval Ribeiro Melo                                  |                                               | ARENA-1                                    | Gercino Antônio da Silva                            | 31 de janeiro de 1977   | 31 de janeiro de 1983                                                     | Prefeito e vice-prefeito eleitos em sufrágio universal. |
| 24 | Benito de Souza Ribeiro                              |                                               | PDS                                        | João Guilhermino da Silva                           | 31 de janeiro de 1983   | 1º de janeiro de 1989                                                     | Prefeito e vice-prefeito eleitos em sufrágio universal. |
| 25 | Sinval Ribeiro Melo                                  |                                               | PFL                                        | João Mariano da Silva                               | 1º de janeiro de 1989   | 1º de janeiro de 1993                                                     | Prefeito e vice-prefeito eleitos em sufrágio universal. |
| 26 | Cláudio Manoel Damasceno Alves                       |                                               | PMDB                                       | Heleno Rodrigues da Silva (Heleno da Farmácia)      | 1º de janeiro de 1993   | 1º de janeiro de 1997                                                     | Prefeito e vice-prefeito eleitos em sufrágio universal. |
| 27 | Antônio Alves dos Santos (Antônio Marciano)          |                                               | PSB                                        | Gedeão Batista de Oliveira (Mozinho)                | 1º de janeiro de 1997   | 1º de janeiro de 2001                                                     | Prefeito e vice-prefeito eleitos em sufrágio universal. |
| 28 | Josué Mendes da Silva                                |                                               | PMDB                                       | Manoel Ferreira do Nascimento (Manoel de Otacílio)  | 1º de janeiro de 2001   | 1º de janeiro de 2005                                                     | Prefeito e vice-prefeito eleitos em sufrágio universal. |
| 28 | Josué Mendes da Silva                                | Antônio Alves dos Santos (Antônio Marciano)   | PMDB                                       | 1º de janeiro de 2005                               | 1º de janeiro de 2009   | Prefeito reeleito e vice-prefeito eleito em sufrágio universal            | |
| 29 | Carmen Miriam de Azevedo Alves                       |                                               | PT                                         | Thiago Lucena Nunes (PTN)                           | 1º de janeiro de 2009   | 1º de janeiro de 2013                                                     | Prefeita e vice-prefeito eleitos em sufrágio universal. |
| 30 | Thiago Lucena Nunes                                  |                                               | PDT                                        | Josué Mendes da Silva (PTB)                         | 1º de janeiro de 2013   | 1º de janeiro de 2017                                                     | Prefeito e vice-prefeito eleitos em sufrágio universal. |
| 30 | Thiago Lucena Nunes                                  | PMDB                                          | José Pedro da Silva (Zito da Barra) (PSDB) | 1º de janeiro de 2017                               | 30 de setembro de 2020  | Prefeito reeleito e vice-prefeito eleito em sufrágio universal.           | |
| 31 | Adilson Tavares das Neves (Gordo de Zelito)          |                                               | MDB                                        | —                                                   | 30 de setembro de 2020  | 15 de outubro de 2020                                                     | Presidente da Câmara de Vereadores. Assumiu interinamente em virtude da cassação do prefeito e do vice-prefeito (Ação de Investigação Judicial Eleitoral nº0000140-31.2016.6.17.0086). |
| 31 | Adilson Tavares das Neves (Gordo de Zelito)          | MDB                                           | João Mascena de Lima Neto                  | 15 de outubro de 2020                               | 1º de janeiro de 2021   | Prefeito e vice-prefeito eleitos indiretamente pela Câmara de Vereadores. | |
| 32 | Josué Mendes da Silva                                |                                               | PSB                                        | Matheus Caetano Lucena Nunes (Republicanos)         | 1º de janeiro de 2021   | 1º de janeiro de 2025                                                     | Prefeito e vice-prefeito eleitos em sufrágio universal. |
| 32 | Josué Mendes da Silva                                | Carmen Miriam de Azevedo Alves (União Brasil) | PSB                                        | 1º de janeiro de 2025                               | Atual                   | Prefeito reeleito e vice-prefeito eleito em sufrágio universal.           | |